# Croatian Music Channel
Der Croatian Music Channel (CMC) ist ein Musikfernsehsender aus Kroatien.
Der Betreiber ist die Firma Autor d.o.o. aus Zagreb, die zugleich auch ein Mehrheitsgesellschafter der Croatia Records ist.

## Geschichte
Die Idee, einen heimischen Musik TV-Kanal zu gründen, bestand schon eine längere Zeit. Diese Idee wurde am 1. Juni 2005 mit einem 24-stündigen Programm verwirklicht. Der CMC strahlt ausschließlich Musikvideos, Konzerte usw. kroatischer Herkunft aller Stilrichtungen aus.

## Empfang
Der Sender ist seit Jahren unverschlüsselter Satellit-Verbreitung heute nur noch im Angebot der Anbieter Max-TV und DigiTV empfangbar. In Kroatien ist CMC im ganzen Land per DVB-T empfangbar. Der Kanal ist auch als Audiostream im Internet verfügbar.